# Autostrada A11 (Niemcy)
Autostrada A11 (niem. Bundesautobahn 11 (BAB 11) także Autobahn 11 (A11)) – autostrada w Niemczech przebiegająca od autostradowej obwodnicy Berlina (A10) do granicy z Polską w Kołbaskowie, gdzie przechodzi w polską autostradę A6. Jest częścią szlaku europejskiego E28 Berlin – Szczecin – Gdańsk. Długość wynosi 112 km, z czego 91 km w Brandenburgii i 21 km w Meklemburgii-Pomorzu Przednim.

## Historia
Powstała jako Reichsautobahn (RAB) 4a Berlin-Stettin (zob. „Berlinka”). Budowa autostrady została zainaugurowana pod koniec 1933, a prace ruszyły wiosną 1934. Przy realizacji inwestycji wykorzystani zostali bezrobotni, których pracowało tutaj ok. 5000. 27 września 1936 Hermann Göring dokonał uroczystego otwarcia 113 kilometrów autostrady z Berlina do Szczecina (do ówczesnego węzła Stettin-Süd, obecnie Szczecin Zachód).
W latach 30. istniał niezrealizowany plan budowy dodatkowego połączenia arterii z obwodnicą Berlina, odnoga miała krzyżować się z autostradą na północ od Bernau.
W czasach NRD posiadała oznaczenie A2, które istniało jedynie dla potrzeb administracyjnych, przez co nie umieszczano go na drogowskazach. Była także jedną z dróg tranzytowych kraju. Do połowy lat 80. autostrada znajdowała się w ciągu trasy europejskiej E74 – wtedy wprowadzono nowy system numeracji tras europejskich.
Jak większość przedwojennych austostrad w NRD, po wojnie nie była odnawiana i w momencie zjednoczenia Niemiec w 1990 była w złym stanie technicznym. W odróżnieniu jednak od innych odcinków odnowienie autostrady w kolejnych latach nie miało priorytetu, a remonty przebiegały powoli. Jeszcze w sierpniu 2010 na autostradzie znajdowały się fragmenty nawierzchni z przedwojennych betonowych płyt. W latach 2011–2013 przebudowano węzeł autostradowy Schwanebeck. Po zakończeniu przebudowy otrzymał nazwę Dreieck Kreuz Barnim oraz poza połączeniem z autostradą A10 uzyskał bezpośrednie łącznice z drogą B2.

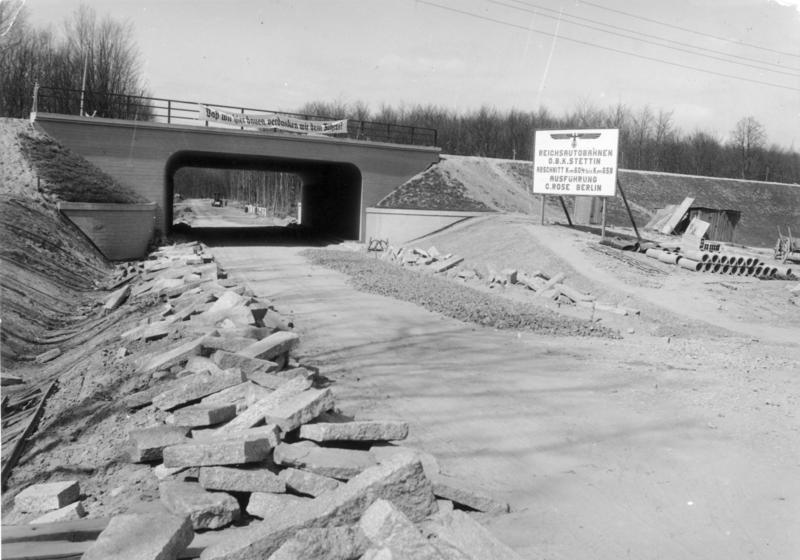
RAB 4a w czasie budowy
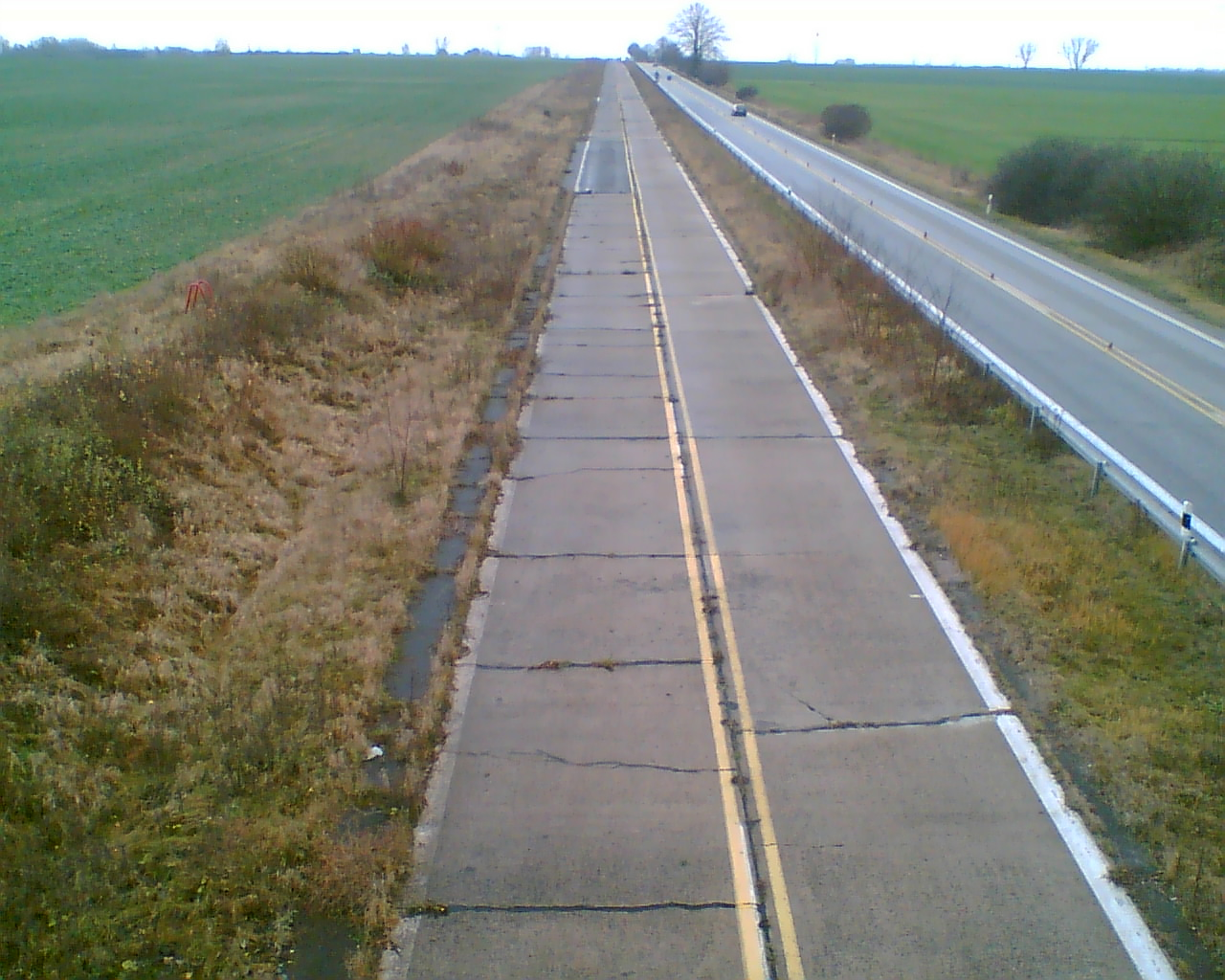
Stan nawierzchni w okolicach Penkun w grudniu 2006. Na lewej, zamkniętej jezdni widoczne przedwojenne betonowe płyty
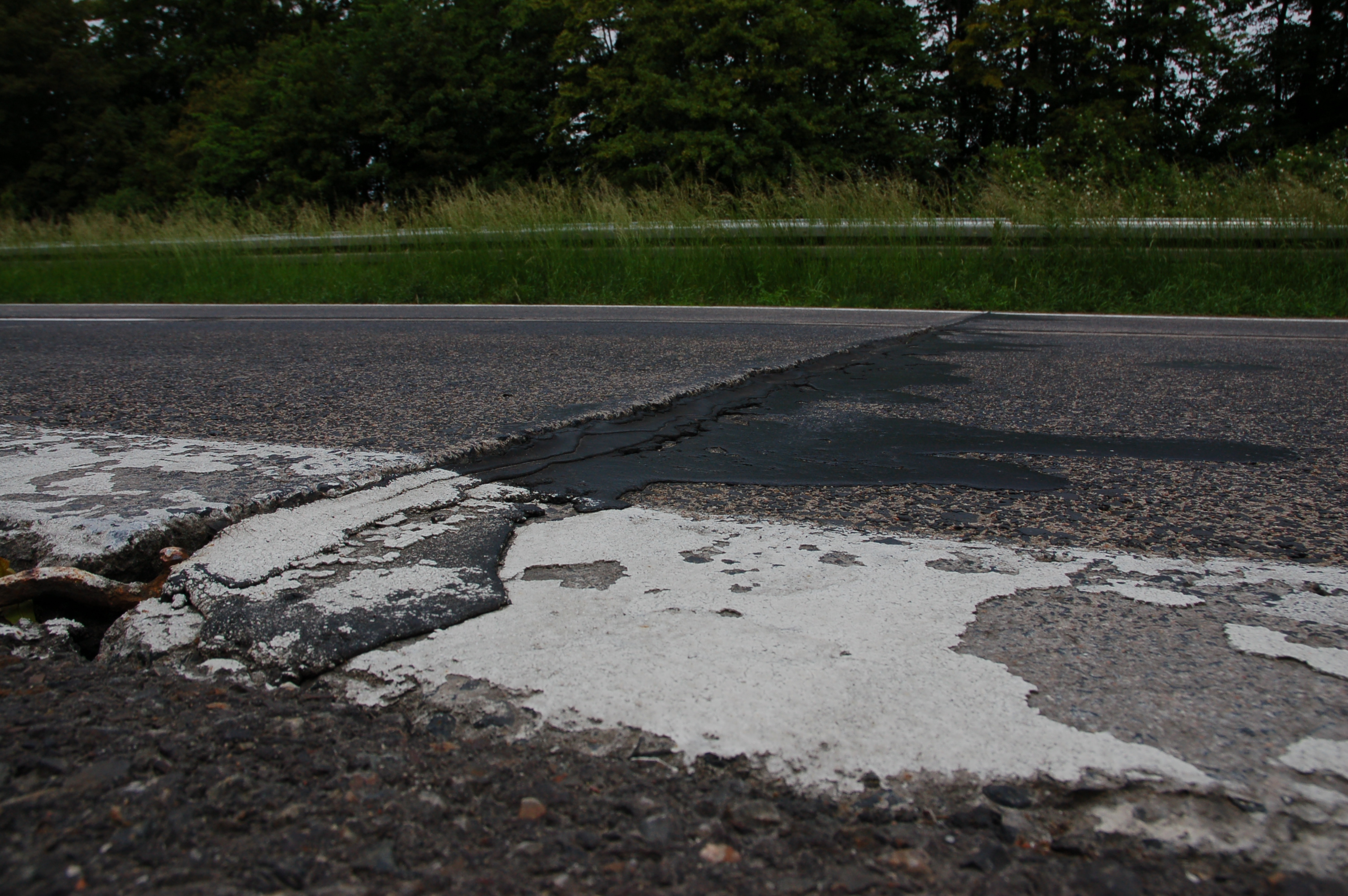
Ponad 70-letnia nawierzchnia A11 (maj 2009)
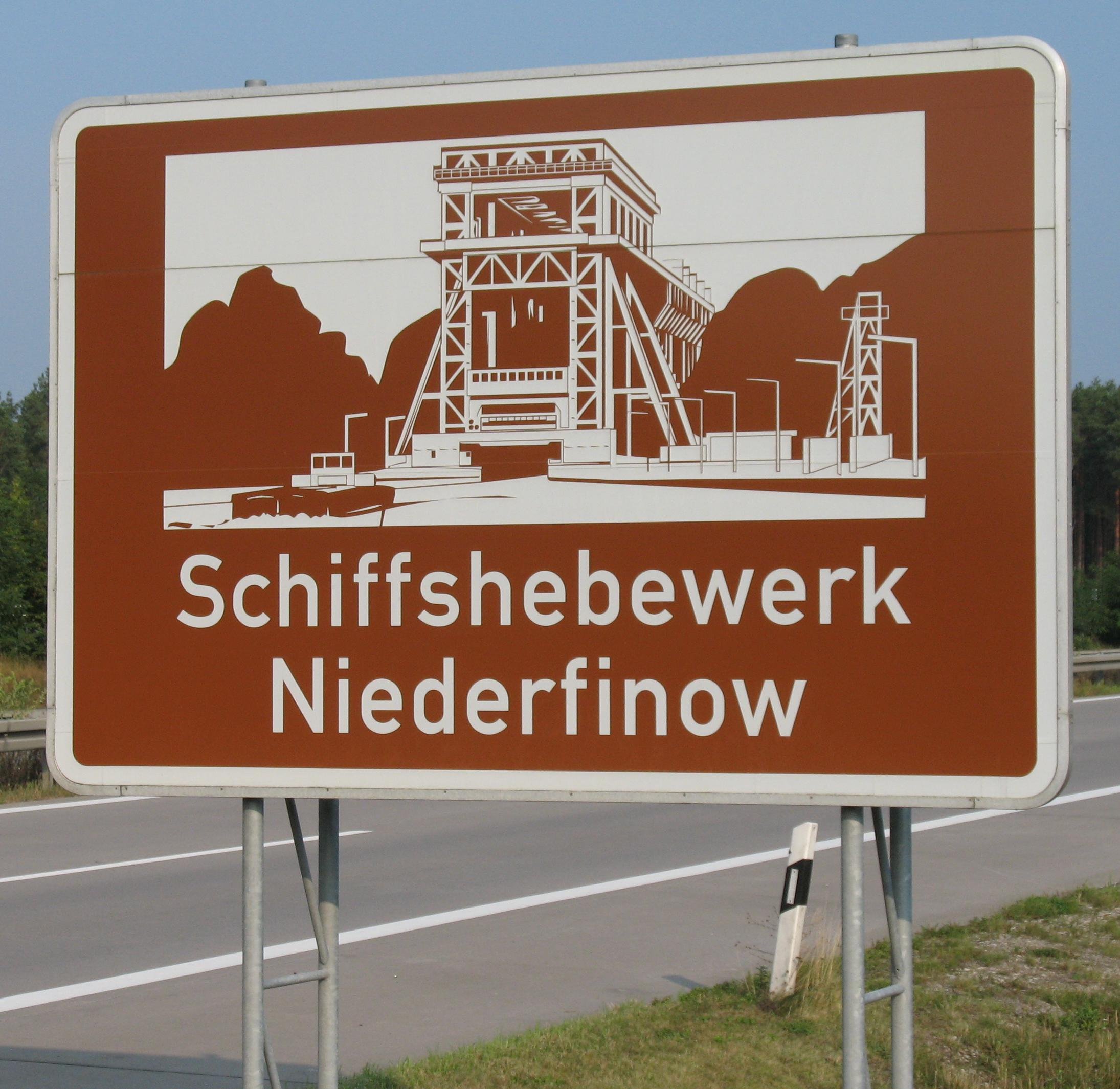
Tablica informacyjna przy A11